# Корнелий (папа)
Вижте пояснителната страница за други личности с името Корнелий.
Папа свети Корнелий е папа от 6 март или 13 март 251 г. до юни 253 г.
Той е избран за папа на 6 март или на 13 март 251, по време на затишието в гонението на римския император Деций. На неговото избиране се противопоставя Новациан, който твърди, че дори епископите не могат да дават опрощение на смъртни грехове като убийство, прелюбодеяние и апостазия, а те могат да бъдат опростени само на Страшния съд; Корнелий от своя страна вярва, че епископите могат да дават опрощение на тези смъртни грехове. С помощта на свети Киприан, неговата група се налага и той е избран за папа. Новациан бяга от Рим, но неговите последователи се обединяват в секта, считана за еретична от останалата част от християнството (новацианисти).
От писанията на Киприан в полза на Корнелий изглежда, че Римската църква от това време има 155 души духовенство и подпомага чрез усилията си около 1500 вдовици и бедни (Браун 1987 стр 270).
След като управлява в продължение на две години, при император Требониан Гал той е изпратен в изгнание в Центурицела (Чивитавекия), където умира. Неговата памет се почита заедно с тази на Киприан на 16 септември, което обаче не е датата на годишнината от смъртта му. Той умира през юни 253 г.